# Sargus harderseni
Sargus harderseni is een vliegensoort uit de familie van de wapenvliegen (Stratiomyidae). De wetenschappelijke naam van de soort is voor het eerst geldig gepubliceerd in 2008 door Mason & Rozkosny.